# Eudonia senecaensis
Eudonia senecaensis is een vlinder uit de familie grasmotten (Crambidae). De wetenschappelijke naam is voor het eerst geldig gepubliceerd in 1993 door Huemer & Leraut.
De soort komt voor in Europa.